# Dipartimento di Tupungato
Tupungato è un dipartimento argentino, situato nella parte centro-occidentale della provincia di Mendoza, con capoluogo Tupungato.

## Geografia fisica
Fondato l'8 novembre 1858, esso confina a nord e ad ovest con il dipartimento di Luján de Cuyo, ad est con quello di Rivadavia e a sud con il dipartimento di Tunuyán.

## Società

### Evoluzione demografica
Secondo il censimento del 2001, su un territorio di 2.485 km², la popolazione ammontava a 28.539 abitanti, con un aumento demografico del 27,57% rispetto al censimento del 1991.
Abitanti censiti

## Amministrazione
Il dipartimento, come tutti i dipartimenti della provincia, è composto da un unico comune, suddiviso in 13 distretti (distritos in spagnolo), che corrispondono agli agglomerati urbani disseminati sul territorio:
- Anchoris
- Cordón del Plata
- El Peral
- El Zampal
- El Zampalito
- Gualtallary
- La Arboleda
- La Carrera
- San José
- Santa Clara
- Tupungato, capoluogo
- Villa Bastías
- Zapata